# Allaybaday
Allaybaday (ook: Alley Badey, Alaybede, Aleibadei, Awkelef, Allay Baday) is een groot dorp in het district Gabiley in de regio Woqooyi-Galbeed in Somaliland, een niet-erkende staat in Noord-Somalië.

De ligging van het dorp in het district Gabiley is cf. de oude bestuursindeling van Somalië uit 1986. Volgens de nieuwe bestuurlijke indeling waartoe Somaliland zelf besloot in 2002 is Allaybaday de hoofdplaats van het district Allaybaday in de regio Maroodi Jeex.
Allaybaday ligt op de grens met Ethiopië op een hoogvlakte op ca. 1460 m hoogte, hemelsbreed ruim 63 km ten zuidwesten van de Somalilandse hoofdstad Hargeisa. De kern van het plaatsje heeft een rechthoekig stratenplan. Het is buitengewoon armoedig. Er ligt veel vuilnis op straat. Er staan twee grote zendmasten in het dorp en er is een benzinestation. De grens met Ethiopië bestaat uit een seizoensgebonden riviertje, de Togo Waychale Shet’ (ook: Tug Wajale); in de bedding zijn dammetjes gebouwd zodat na het regenseizoen nog een periode een rij meertjes overblijft met water voor moestuintjes en vee.

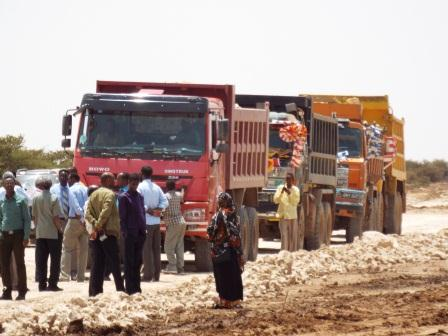
Verbetering van de weg tussen Allaybaday en Arabsiyo, 2014.

Allaybaday is via onverharde paden verbonden met de rest van het district. Dorpen in de buurt zijn: Damerabob (3,8 km), Waalid-Xoor (7,2 km), Diini Goobaale (10,1 km), Waddo Makaahiil (10,6 km), Xidhinta (29,7 km), Geed Abeera (35,1 km) en Arabsiyo (42,6 km). Arabsiyo ligt aan de geasfalteerde hoofdweg Hargeisa - Gabiley en de weg naar Arabsiyo is dus de levensader die Allaybaday met de rest van Somaliland verbindt. Er loopt momenteel een project om deze weg te asfalteren. De daarvoor benodigde fondsen komen vnl. van de diaspora (Somalilanders in het buitenland) en het lokale bedrijfsleven. In juli 2014 was ca. 6 km gereed.
In of rond Allaybaday ligt een terrein waarvan bekend is of vermoed wordt dat er antipersoneelsmijnen liggen.
Klimaat: Allaybaday heeft een tropisch steppeklimaat beïnvloed door de forse hoogte waarop het dorp ligt, met een gemiddelde jaartemperatuur van 20,9 °C; de temperatuurvariatie is gering; de koudste maand is januari (gemiddeld 17,7°); de warmste juni (23,2°). Regenval bedraagt jaarlijks ca. 547 mm; dat is relatief veel voor Somalische begrippen In april - mei is het eerste regenseizoen (de zgn. Gu-regens) met in september-oktober een tweede regenseizoen (de zgn. Dayr-regens); het droge seizoen is van december - januari. De neerslag kan overigens van jaar tot jaar sterk variëren.